# Guldfynd
Guldfynd är en svensk butikskedja, som säljer smycken. Företaget grundades av Olof Pettersson 1951. Företaget ägs av Iduna Group och har över 120 butiker i Sverige.